# Rhynchosia ambacensis
Rhynchosia ambacensis är en ärtväxtart som först beskrevs av William Philip Hiern, och fick sitt nu gällande namn av Karl Moritz Schumann. Rhynchosia ambacensis ingår i släktet Rhynchosia och familjen ärtväxter.

## Underarter
Arten delas in i följande underarter:
- R. a. ambacensis
- R. a. cameroonensis
- R. a. chellensis